# Acroclita trichocnemis
Acroclita trichocnemis is een vlinder van de familie van de bladrollers (Tortricidae). De wetenschappelijke naam van deze soort is voor het eerst voorgesteld door Edward Meyrick in een publicatie uit 1914.
De soort komt voor in Malawi.